# Moussa Mostafa Moussa
Moussa Mostafa Moussa, (en arabe : موسى مصطفى موسى), (né le 13 juillet 1952 à Gizeh) est un architecte, homme d'affaires et homme politique égyptien, président du Parti el-Ghad depuis 2005 et candidat à l'élection présidentielle égyptienne de 2018.

## Biographie

### Études
Il a commencé ses études en Égypte mais, sur les conseils de son père, les a poursuivies en France, obtenant une maîtrise en architecture de l'École nationale supérieure d'architecture de Versailles. Il était membre de l'organisation des jeunes du Néo-Wafd.

### Carrière politique
Il a rejoint le Parti el-Ghad en 2005, devenant vice-président. Après que son chef Ayman Nour a été condamné à cinq ans de prison, El-Ghad s'est scindé en deux factions, une dirigée par Moussa et l'autre par l'épouse d'Ayman Nour, Gamila Ismaïl. Ils se sont disputé la direction du parti jusqu'en mai 2011, lorsque la justice égyptienne donna raison à Moussa. Les deux factions ont néanmoins continué à utiliser toutes deux le nom et les symboles du parti.
Moussa s'est présenté sans succès à la Chambre des représentants égyptienne à Gizeh lors des élections de 2010.
Moussa est un partisan d'Abdel Fattah al-Sissi, président sortant de l'Égypte. Il a joué un rôle dans la collecte de ses parrainages pour l'élection présidentielle égyptienne de 2018 jusqu'au 20 janvier 2018, date à laquelle il a annoncé son intention de se porter candidat, quinze minutes avant la clôture du dépôt des candidatures. Il a reçu le soutien de 26 députés et 47 000 signatures. Il a ainsi déposé sa candidature pour permettre à Sissi de ne pas être le seul candidat à l'élection.

### Famille
Il est marié et a deux filles. Son frère était un haut responsable de la Chambre de Commerce d'Égypte.